# Anthermus
Anthermus is een geslacht van rechtvleugeligen uit de familie veldsprinkhanen (Acrididae). De wetenschappelijke naam van dit geslacht is voor het eerst geldig gepubliceerd in 1878 door Stål.

## Soorten
Het geslacht Anthermus omvat de volgende soorten:
- Anthermus fumipennis Ramme, 1929
- Anthermus granosus Stål, 1878
- Anthermus nudulus Karsch, 1893